# Rida al-Tubuly
Rida Ahmed al-Tubuly (en árabe: رضا الطبولي‎ Riḍā aṭ-Ṭubūlī, también Reda, Al-Tubuly, Al Tubuly, al-Tabuly; Trípoli, 1957) es una farmacóloga y activista libia. Es profesora de farmacología en la Universidad de Trípoli y activista por la igualdad. Fue la autora de la campaña para implementar la Resolución 1325 del Consejo de Seguridad de las Naciones Unidas.  

## Trayectoria
Al-Tubuly tropezó por primera vez con discriminación de género cuando a la edad de cinco años, no le permitían acompañar a sus hermanos a jugar fuera de casa. Al-Tubuly estudió en la Universidad de Varsovia y se graduó con un máster en 1987. En 1997, se trasladó al Reino Unido para realizar sus estudios de posgrado y obtener el doctorado en farmacología en el Imperial College de Londres. Más tarde obtuvo también un máster en Derecho internacional de los derechos humanos en la Universidad de Essex. 
Además de ser profesora de farmacología en la Universidad de Trípoli, al-Tubuly trabajó como Jefa de Registro de Medicina en el Ministerio de Salud de Libia. En este cargo, actuó como mediadora entre la Organización Mundial de la Salud y Libia.  

### Activismo social
Al-Tubuly fundó el Movimiento Maan Nabneeha - Juntos lo construimos (TWBI), en 2011, una organización sin fines de lucro que busca involucrar a los jóvenes y las mujeres en la política. Fundó la red 1325, un colectivo de organizaciones de la sociedad civil que busca implementar la Resolución 1325 del Consejo de Seguridad de las Naciones Unidas, una resolución que se centró en las mujeres, la paz y la seguridad. Es coautora del primer informe civil sobre la RCSNU 1325 que se lanzó en la ciudad de Nueva York en 2014. TWBI también estableció la base de datos de mujeres libias, una red de mujeres profesionales en toda Libia.
Desde 2012, al-Tubuly trabajó en el fortalecimiento de las mujeres en el proceso democrático. También ha alentado a las mujeres a tener una mayor participación en la toma de decisiones y les ha apoyado para postularse en cargos de responsabilidad. Además, ha cuestionado a Naciones Unidas el no haber involucrado a las mujeres libias en las conversaciones de paz, cuando han sido ellas las que han sufrido de manera considerable las consecuencias de la guerra. En el mismo sentido ha debatido sobre el impacto que la guerra tiene en la libertad de movimiento de las mujeres y niñas y el acceso a la educación. Ella cree que debería prohibirse totalmente el comercio de armas con Libia. Al-Tubuly ha dado testimonio y proporcionado datos sobre los derechos de las mujeres en Libia al Consejo de Derechos Humanos de las Naciones Unidas, y trabaja como experta para el Consejo de Europa.
En 2019, Al-Tubuly fue nombrada como una de las 100 mujeres de la BBC.

## Publicaciones
- al-Tubuly, Rida (1996). «Angiotensin II receptor expression and inhibition in the chronically hypoxic rat lung». British Journal of Pharmacology. doi:10.1111/j.1476-5381.1996.tb16025.x.
- al-Tubuly, Rida (1996). «The regulation of pulmonary vascular tone». British Journal of Pharmacology. doi:10.1046/j.1365-2125.1996.37117.x.
- al-Tubuly, Rida (2011). «Effects of Retama raetam (Forssk.) Webb & Berthel.(Fabaceae) on the central nervous system in experimental animals». Arch. Biol. Sci., Belgrade. doi:10.2298/ABS1104015A.